# 孫襄
孫 襄（そん じょう）は、古代中国の前漢時代の人物である。生年不明、紀元前104年死。番禺で反乱を起こした。臨蔡侯。

## 解説
父の孫都はもと南越の役人で、南越が漢に攻められたとき、寝返って南越の相を捕え、その功績で南越滅亡後に漢の武帝により臨蔡侯に封じられた。
『漢書』景武昭宣元成功臣表によれば、孫襄は父の後を嗣いで侯となったが、太初元年（紀元前104年）に「番禺を撃ち、人を奪い、虜掠（掠奪）」した罪で死んだ。番禺は当時の南海郡、今の広東省にあり、かつて南越の都だったところである。この反乱についてはこの簡略な記載があるだけで、他に情報がない。